# Gempilide
Gempilidele sau scrumbiile șarpe (Gempylidae) sunt o familia de pești teleosteeni marini pelagici, de talie mijlocie sau mare, răspândiți în apele foarte adânci din regiunile temperate, subtropicale și tropicale ale oceanelor Atlantic, Indian și Pacific. Au corpul alungit, comprimat, acoperit cu solzi mici sau sunt golași (fără solzi). Gura mare, neprotractilă este înarmată cu dinți puternici pe ambele fălci. Falca inferioară este mai lungă decât falca superioară. Au două înotătoare dorsale. În urma celei de-a doua înotătoare dorsale și a înotătoarei anale se află de obicei mai multe pinule. Înotătoarea anală asemănătoare cu a doua înotătoare dorsală. Înotătoarea caudală bifurcată. Înotătoarele pectorale mici. Înotătoarele pelviene de obicei mici, adesea reduse sau absente. Colorație este de obicei brună pe spate. Partea inferioară a flancurilor și abdomenul uneori argintii. Sunt răpitori rapizi și se hrănesc cu pești, crustacee și calmari. Nu au importanța economică. Familia gempilide cuprinde 16 genuri și 24 specii.

## Descrierea
Pești de talie mijlocie sau mare (lungime totală de la 25 cm până la 3 m). Corpul alungit, comprimat, sau semi-fusiform (Lepidocybium, Ruvettus). Două nări pe fiecare parte a botului. Gura mare, neprotractilă. Dinți puternici și lungi pe fălci; de obicei dinți caniniformi (în formă de colți) în partea anterioară a fălcii superioare. O pereche de canini în partea anterioară a fălcii inferioare. Falca inferioară este mai lungă decât falca superioară și depășește vârful ei. Fantele branhiale largi, membranele branhiale neunite, separate de istm. Solzii mici, minusculi sau absenți, uneori modificați (Lepidocybium, Ruvettus).
Două înotătoare dorsale. În urma celei de-a doua înotătoare dorsale și a înotătoarei anale se află de obicei mai multe înotătoare mici izolate, numite pinule. Prima înotătoare dorsală cu 8-10 spini. A doua înotătoare dorsală cu 0-1 spini și 17-44 raze moi (inclusiv pinulele). Baza celei de-a doua înotătoare dorsală mai scurtă decât bază primei înotătoare dorsale. Înotătoarea anală asemănătoare ca mărime și formă cu a doua înotătoare dorsală sau ceva mai mică, cu 0-3 spini și 12-37 raze moi (inclusiv pinulele). Înotătoarea caudală bifurcată, de o mărime mijlocie. Razele înotătoarei caudale sunt de obicei ferm fixate doar pe porțiunea distală al complexului scheletului caudal.  Înotătoarele pectorale mici, mai scurt decât capul sunt inserate jos pe corp. Înotătoarele pelviene de obicei mici cu un spin și cinci raze moi, adesea reduse la un spin sau absente la adulții unor unor specii. Linia laterală unică sau dublă și se termină la baza înotătoarei caudale. Nu au carene pe peduncul caudal (cu excepția Lepidocybium).
Au de obicei în jur de 35 vertebre, cu excepția Gempylus (48-55 vertebre), Diplospinus (57-64 vertebre) și Paradiplospinus (60– 67 vertebre). Câteva genuri, ca Tongaichthys, au mai multe caractere scombride.

## Colorația
Spatele de obicei brun sau brun închis, rar albastru-brun, fără semne sau pete întunecate distincte. Partea inferioară a flancurilor și abdomenul uneori argintii (unele specii sunt aproape uniform colorate). Înotătoarele sunt de obicei de culoare închisă.

## Habitat
Sunt pești marini, epipelagici sau mezopelagici, răspândiți în apele temperate calde, subtropicale și tropicale ale oceanelor Atlantic, Indian și Pacific. De obicei trăiesc în ape foarte adânci, la adâncimi de la 150 până la 500 m, pe taluzul continental și în largul oceanului.

## Comportamentul
Gempilidele înoată foarte repede. Unele gempilide, de ex. Rexea solandri, formează bancuri,  în timp ce altele, de ex. scrumbiile șarpe (Gempylus serpens) sunt solitare. Unele specii migrează la suprafață pe timp de noapte.

## Hrana
Sunt răpitori carnivori rapizi și se hrănesc cu pești: peștii zburători (Exocoetidae), scombride (Scombridae), pești lanternă (Myctophidae), crustacee și calmari.

## Importanța economică
Nu au importanța economică. Unele specii sunt adesea prinse ca o captură accesorie în pescuitul tonilor cu paragatul. Carne este comestibilă dar grasă, cu proprietăți purgative la unele specii. Nu există date statistice privind capturile. 

## Sistematica
Au lăsat fosile din terțiarul inferior și eocenului inferior.
După FishBase  familie gempilide (Gempylidae) cuprinde 16 genuri și 24 specii:
- genul Diplospinus
  - Diplospinus multistriatus  Maul, 1948
- genul Epinnula
  - Epinnula magistralis  Poey, 1854
- genul Gempylus
  - Gempylus serpens  Cuvier, 1829
- genul Lepidocybium
  - Lepidocybium flavobrunneum  (Smith, 1843)
- genul Nealotus
  - Nealotus tripes  Johnson, 1865
- genul Neoepinnula
  - Neoepinnula americana  (Grey, 1953)
  - Neoepinnula orientalis  (Gilchrist & von Bonde, 1924)
- genul Nesiarchus
  - Nesiarchus nasutus  Johnson, 1862
- genul Paradiplospinus
  - Paradiplospinus antarcticus  Andriashev, 1960
  - Paradiplospinus gracilis  (Brauer, 1906)
- genul Promethichthys
  - Promethichthys prometheus  (Cuvier, 1832)
- genul Rexea
  - Rexea alisae  Roberts & Stewart, 1997
  - Rexea antefurcata  Parin, 1989
  - Rexea bengalensis  (Alcock, 1894)
  - Rexea brevilineata  Parin, 1989
  - Rexea nakamurai  Parin, 1989
  - Rexea prometheoides  (Bleeker, 1856)
  - Rexea solandri  (Cuvier, 1832)
- genul Rexichthys
  - Rexichthys johnpaxtoni  Parin & Astakhov, 1987
- genul Ruvettus
  - Ruvettus pretiosus  Cocco, 1833
- genul Thyrsites
  - Thyrsites atun  (Euphrasen, 1791)
- genul Thyrsitoides
  - Thyrsitoides marleyi  Fowler, 1929
- genul Thyrsitops
  - Thyrsitops lepidopoides  (Cuvier, 1832)
- genul Tongaichthys
  - Tongaichthys robustus  Nakamura & Fujii, 1983